# 光追いかけて
「光追いかけて」（ひかりおいかけて）は、日本のバンド、FLOWの楽曲で、1枚目の配信限定シングル。2015年3月21日配信開始。

## 収録曲
1. 光追いかけて［4:00］
作詞：Kohshi Asakawa　作曲：Takeshi Asakawa　編曲：FLOW
  - 舞台『ライブ・スペクタクル「NARUTO -ナルト-」』公演イメージソング[1]。

## 収録アルバム
オリジナル
- 『#10』
  - アルバムバージョンで収録。

ベスト
- 『FLOW THE BEST 〜アニメ縛り〜』